# Абсолютная неустойчивость
Абсолютная неустойчивость — вид неустойчивости, при котором малое начальное возмущение в любой точке пространства неограниченно нарастает с течением времени. Это нарастание отличает абсолютную неустойчивость от конвективной неустойчивости, при которой возмущение из данной точки пространства перемещается в каком-либо направлении, а в данной точке с течением времени стремится к нулю. Абсолютная неустойчивость имеет место в системе с распределёнными параметрами (плазме, жидкости или твёрдом теле). 
В безграничном однородном пространстве различие между этими типами неустойчивости относительно — при переходе от одной системы отсчёта к системе отсчёта, движущейся вместе с возмущением, абсолютная неустойчивость может переходить в конвективную, и, наоборот, конвективная неустойчивость может переходить в абсолютную.
В системе отсчёта, имеющей границы (например, стенки), конвективная неустойчивость может вообще не успеть развиться, прежде чем возмущение будет вынесено за границы системы.